# ジー・ダイアリー
ジー・ダイアリー（G-DIARY）は、かつて日本出版貿易が刊行していた雑誌。1999年創刊。2024年現在はウェブサイトは存在するものの、運営者情報や連絡先は記載されていない。

## 概要
タイを中心に東南アジアの風俗や文化、旅を中心とする現地情報を掲載。日本とタイの両国にて月刊誌として発行されていた。
2016年9月15日発売の10月号（通巻204号）発行をもって休刊。ウェブサイトでのコンテンツ配信やデジタル版でのコンテンツ販売へとシフトすることとなった。